# Abstrakcja (psychologia)
Abstrakcja, abstrahowanie – jedna z operacji umysłowych, także proces uczenia się pojęć. Proces abstrahowania polega na pomijaniu różnic między egzemplarzami danego zbioru i wyodrębnianiu ich cech wspólnych
Wyróżnia się:
- Abstrakcję negatywną, która polega na pomijaniu cech nieistotnych w jakiejś grupie danych
- Abstrakcję pozytywną, polegającą na wyodrębnieniu spośród pewnych cech tych, które są istotne dla danego zbioru danych

Procesy abstrahowania prowadzą do wyodrębnienia się pojęć i są ściśle związane z myśleniem formalnym w teorii Piageta.